# Ostew

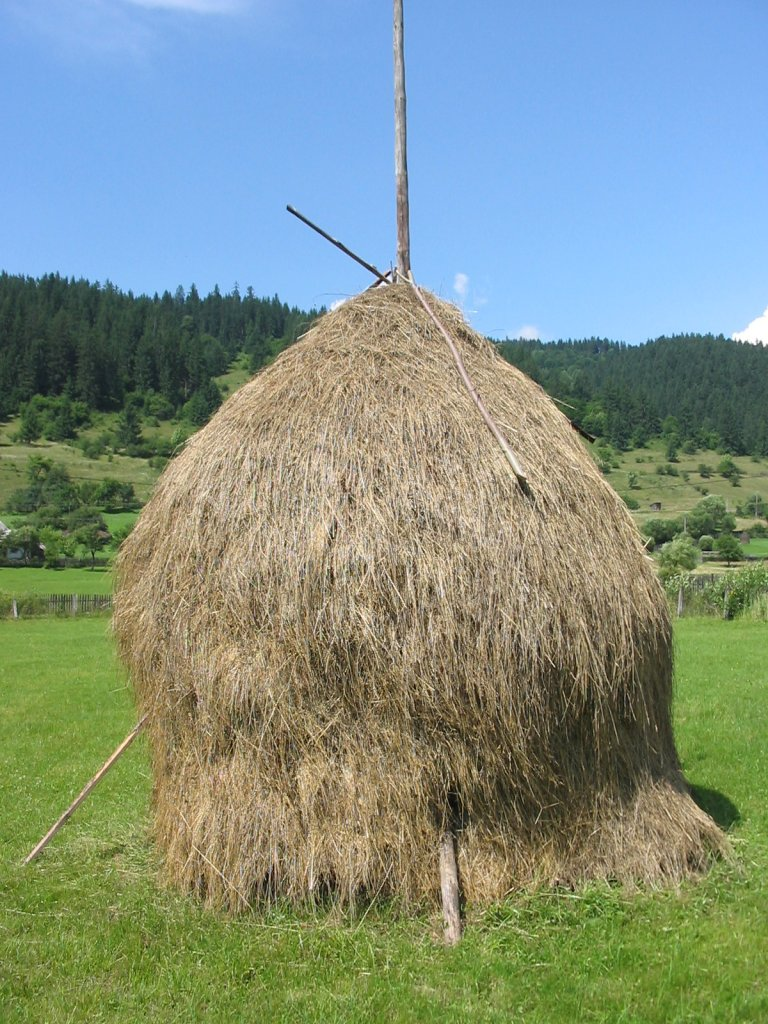
Rumuński stóg siana (przykładowe zastosowanie ostwi)

Ostew – tyczka z odgałęzieniami służąca do suszenia siana, głównie w rejonach górskich.
W różnych rejonach Polski różnie nazywana, np. na Śląsku Cieszyńskim łorstwia, w Małopolsce i na Roztoczu kozioł.
Dzięki ostwi siano zgrabione w kopkę nie jest porywane przez wiatr. Ostew zrobiona jest zwykle z młodego świerka, który jest okorowany i ma odpowiednio przycięte gałęzie.